# Aarhus Letbane

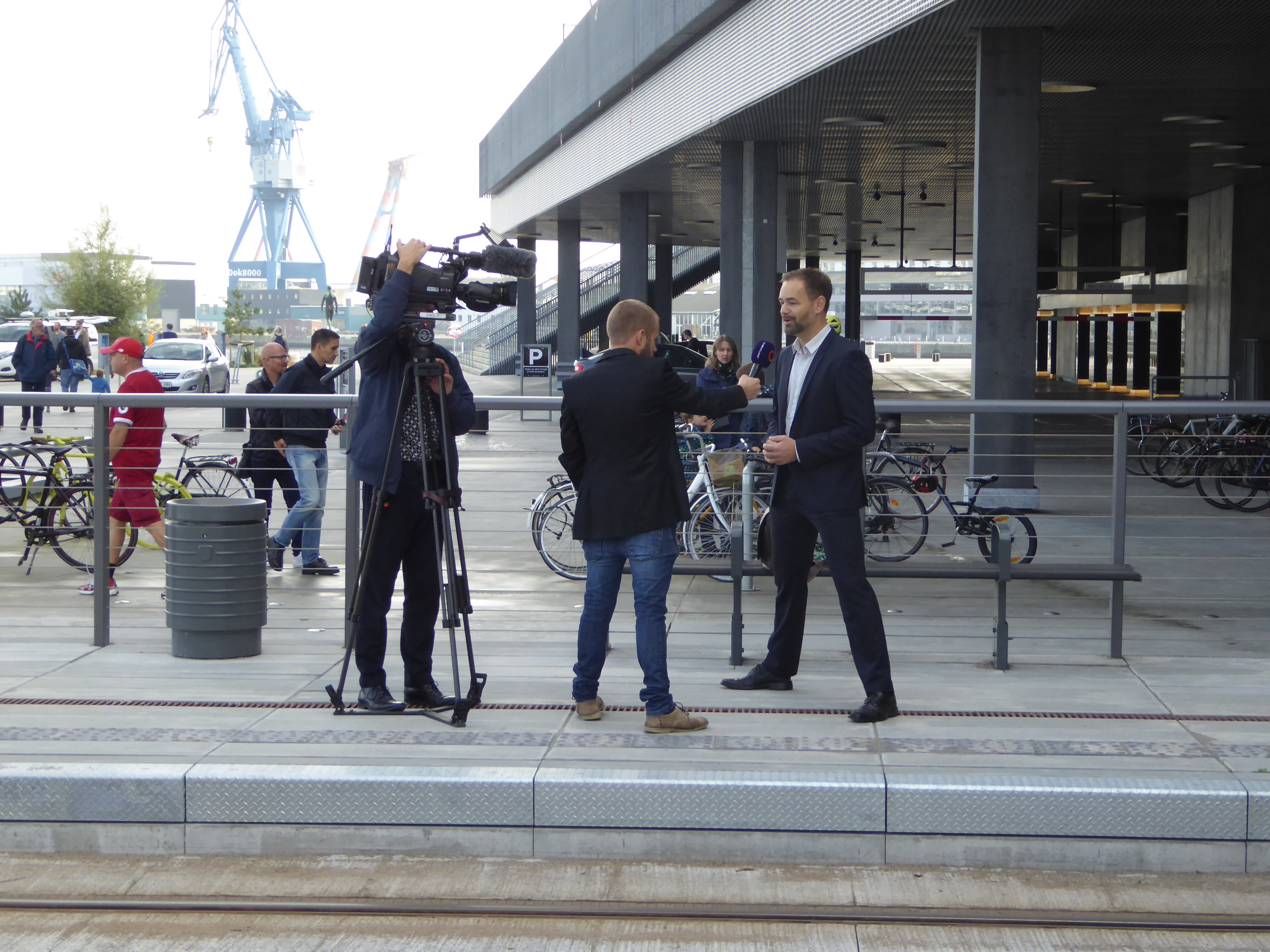
En bild tagen 21 september 2017, dagen före den planerade öppningen.

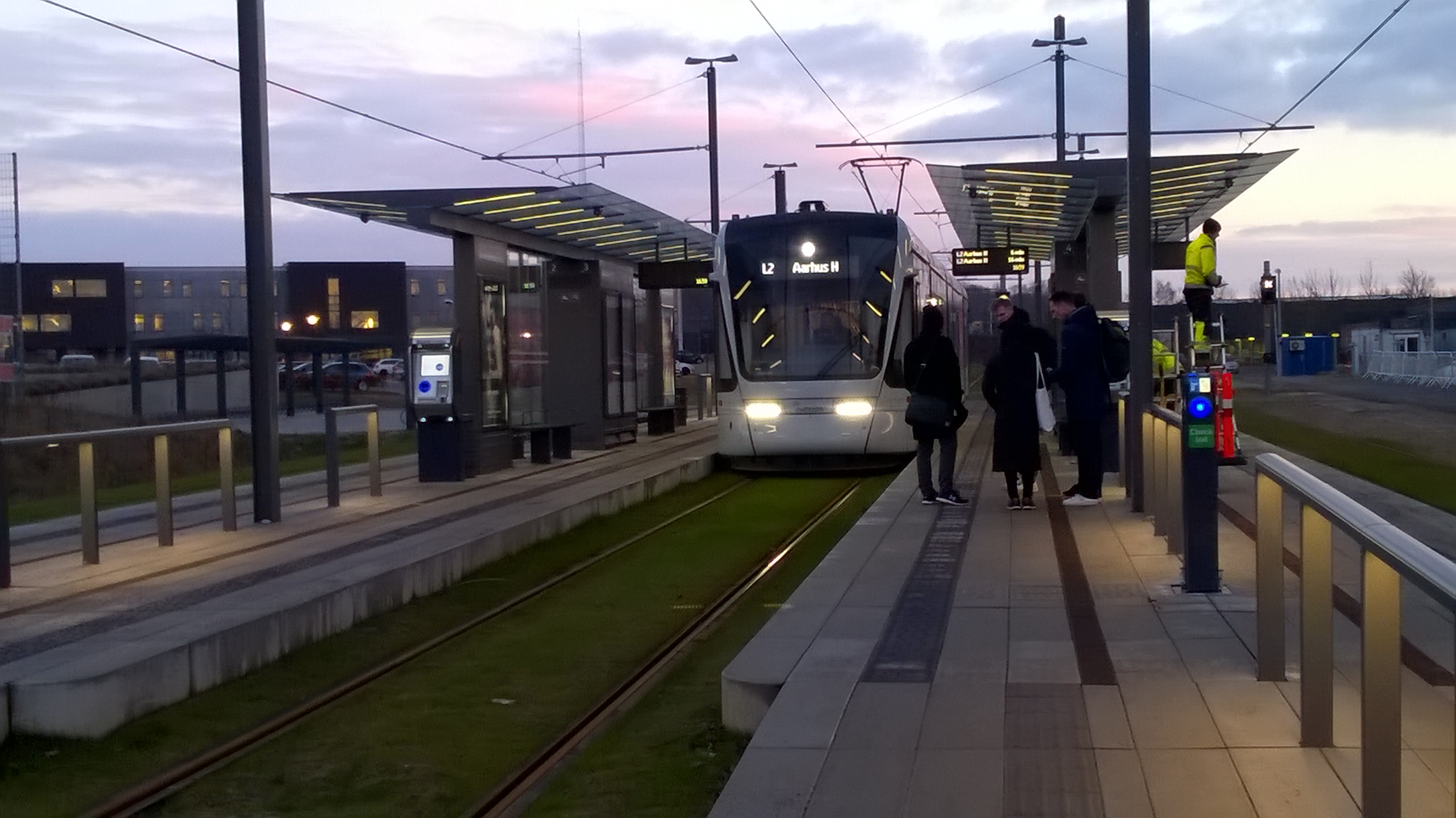
Spårvägshållplatsen Aarhus Universitetshospital.

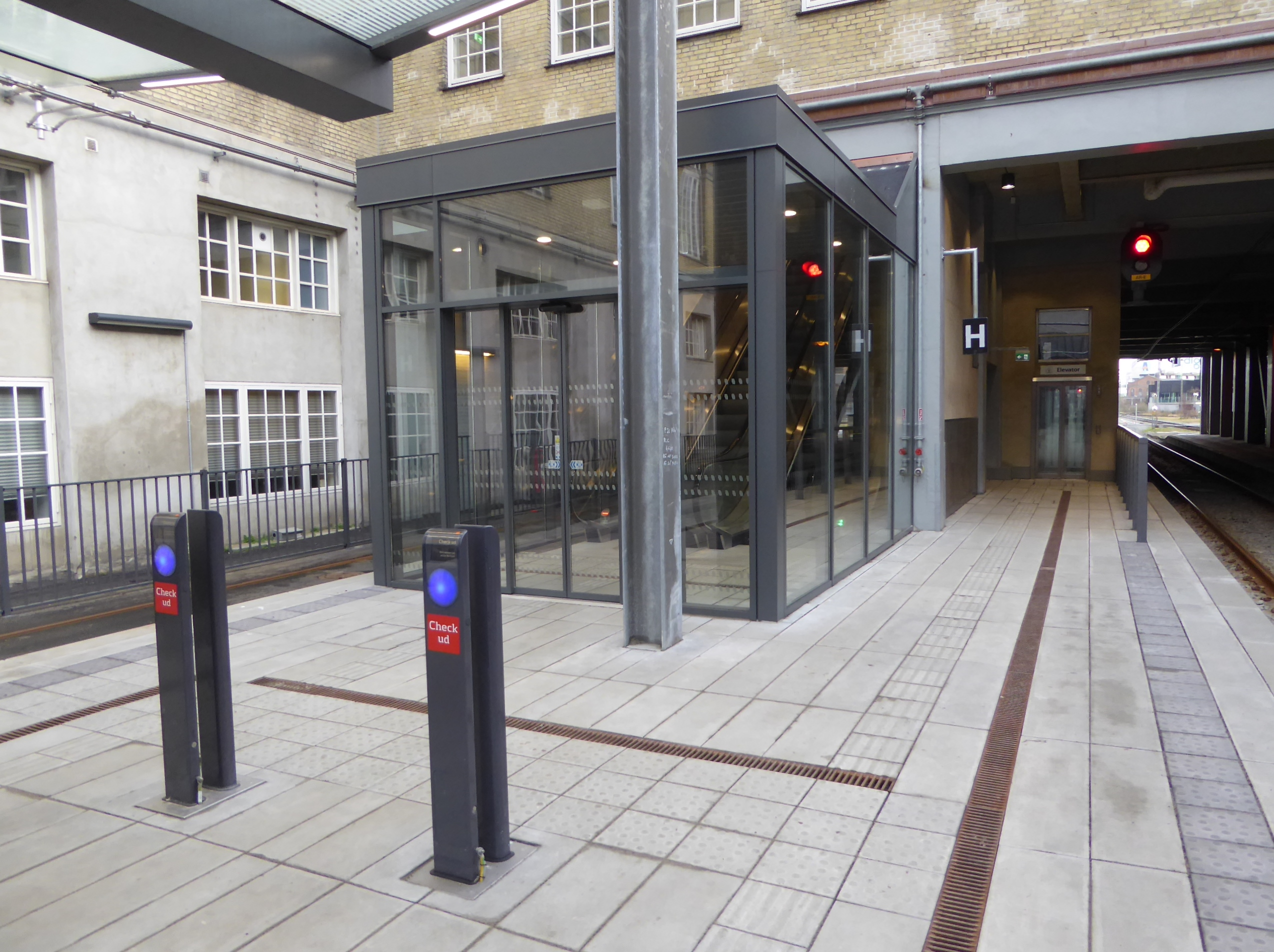
Perronger för spårvägen vid Århus centralstation (Aarhus H). På bilden syns avläsningsstolpar för Rejsekortet.

Aarhus Letbane är en snabbspårväg i Århus, Danmark.
Spårvägens första del mellan Aarhus H (centralstationen) och Universitetshospitalet öppnades den 21 december 2017, medan sträckorna från Odder till Aarhus H samt från Universitetshospitalet till Lisbjerg invigdes den 8 september 2018. Första delen av etapp 1 skulle egentligen ha öppnat i maj, men blev försenad till den 22 september 2017. Invigningen blev inställd kvällen före då alla säkerhetsgodkännanden inte hade kommit. Kvällen den 20 december meddelades att allt godkänts för att få öppna den första delen mellan Aarhus H och Universitetshospitalet. Första spårvagnen gick dagen efter, 21 december klockan 11:00 från Aarhus H.
Sträckan på den befintliga Grenåbanen mellan Aarhus H och Nørreport har blivit utbyggd till dubbelspår, då den tidigare bara hade ett spår. Detta för att alla spårvagnarna som ska till den nya linjen inom staden behöver använda denna linjesträckning för att nå Aarhus H. Det har vidare byggts ett dubbelspår genom norra Århus från Nørreport via Skejby till Lystrups station på Grenåbanen. Sedan har också ett enkelspår byggts från Lisbjerg Bygade (norr om Skejby) till Lisbjergskolen. Genom att kombinera spårväg och järnväg har en duospårväg skapats.
Spårvagnarna fortsätter även ut ur Århus på den existerande enkelspåriga Grenåbanen norrut. Det fanns tidigare planer på att ha både dieseldrift (på järnvägarna) och eldrift (på spårvägen), men man valde bort det på grund av svårighet att köpa in sådana fordon. Stadler Rail har levererat spårvagnar av typerna Tango och Variobahn.
Linjesträckningen till Grenå var färdigbyggd i maj 2018 men alla godkännanden var inte på plats.  Bland annat hade krav sent ställts på att alla vägkorsningar ska ha signaler innan öppning. Arbetet på Grenåbanen avslutades i oktober 2019. Grenålinjen öppnades officiellt den 12 maj 2019.
På längre sikt finns planer på ytterligare sträckor inom Århus och i den omgivande regionen Mittjylland. Man planerar bland annat att utöka linjenätet med en linje från Århus C och Brabrand samt förlänga linjen som idag (2019) går till Lisbjerg till Hinnerup. Tillståndsprovning pågår i kommunerna Århus och Favrskov.

## Historik
Det har funnits spårväg förr i Århus: 1884–1895 den normalspåriga Århus hästspårväg, samt 1904–1971 de meterspåriga Århus spårvägar.
Odder- och Grenåbanorna hade sedan 1800-talet separat trafik som järnväg, men 2012–2016 gemensam trafik med nya dieselmotorvagnar, under namnet Aarhus Nærbane. De stängdes 2016 för att byggas om till Aarhus Letbane, med busstrafik under tiden.